# Kinesere
 "Kineser" omdirigeres hertil. For andre betydninger af Kineser, se Kineser (fyrværkeri).
Kinesere eller kinesiske folk er de forskellige individer eller grupper af folk, der associeres med Kina (eller Storkina), enten pg.a. afstamning, arvelighed, etnicitet, nationalitet, statsborgerskab, bopæl eller anden tilknytning.

## Afstamning eller arvelighed
Et antal etniske grupper i Kina, såvel som andre steder med afstamning i regionen, kan refereres til som kinesiske folk.
Hankinesere udgør den største etniske gruppe i Kina og refereres ofte til som "kinesisk" eller "etnisk kinesisk" på engelsk. Hankinesere udgør også en majoritet eller stor minoritet i andre lande, og i alt omkring 19 % af jordens befolkning er hankinesere.
Andre etniske grupper i Kina inkluderer zhuang, hui, manchu, uighurere og mange andre. Folkets Republik Kina anerkender officielt 56 forskellige etniske grupper, nogle af dem lever i specielle administrative regioner i Kina. Republikken Kina anerkender officielt 14 stammer af oprindelige taiwanere, som samlet med ikke anerkendte stammer udgør omkring 2 % af befolkningen. Listen over etniske grupper i Kina inkluderer de betydeligste etniske grupper i Kina og Taiwan.
Under Qing-dynastiet blev udtrykket "kinesiske folk" (kinesisk: 中國之人 Zhōngguó zhī rén; manchu: Dulimbai gurun i niyalma) brugt af Qing-styret til at referere til alle individer i riget inklusiv han, manchuer og mongoler.
Zhonghua minzu (forenklet kinesisk: 中华民族; traditionelt kinesisk: 中華民族; pinyin: Zhōnghuá Mínzú), den "kinesiske nation", er et superetnisk koncept som inkluderer alle 56 etniske grupper i Kina, som officielt anerkendes af styret i Kina. Det inkluderer etniske grupper, som har levet i Kina siden minimum Qing-dynastiet (1644 – 1911). Udtrykket zhonghua minzu blev brugt af Republikken Kina fra 1911 – 1949 til at referere til en undergruppe på fem racer under en union i Kina. Udtrykket zhongguo renmin (kinesisk: 中国人民), "kinesiske folk", var styrets foretrukne udtryk under Mao Zedong; zhonghua minzu er mere almindelig i de seneste årtier.

## Nationalitet, statsborgerskab eller bopæl
Nationalitetsloven i Kina regulerer nationalitet i Kina. En person opnår nationalitet enten ved fødslen, når minimum en forælder er af kinesisk nationalitet eller ved naturalisation. Alle personer med kinesisk nationalitet er statsborgere i Kina.
Resident Identity Card er den officielle identifikation for indbyggere i Kina.
I Kina kan der udstedes et Hong Kong Special Administrative Region passport eller Macao Special Administrative Region passport til indbyggere i Hongkong eller Macao.
Nationalitsloven i Republikken Kina regulerer nationalitet i Republikken Kina (Taiwan). En person opnår nationalitet enten ved fødslen eller ved naturalisation. En person hvor minimum en forælder har taiwansk nationalitet kan opnå nationalitet ved fødslen.
Forholdet mellem fastlandskinesisk nationalitet og taiwansk nationalitet er omstridt.
National Identification Card er et identifikationsdokument der er udstedt til folk som har husstandsregistrering i Taiwan. Resident Certificate er et identifikationskort der udstedes til indbyggere i Republikken Kina, der ikke har et National Identification Card.

## Oversøiske kinesere
Oversøiske kinesere refererer til de folk af kinesisk etnicitet eller national oprindelse som lever udenfor Kina eller Taiwan, som et resultat af det fortsatte kinesisk diaspora. Folk med en eller flere kinesiske forfædre kan betragte sig selv som oversøiske kinesere. Disse folk varierer bredt i forhold til kulturel assimilation. I nogle dele af verden er etniske enklaver kendte som Chinatowns hjemsted for folk af kinesisk afstamning.
I Sydøstasien kalder kinesiske folk dem selv 華人 (Huárén), som er forskelligt fra (中國人) (Zhōngguórén) eller statsborgerne i Kina eller Taiwan.